# Jaume Serra

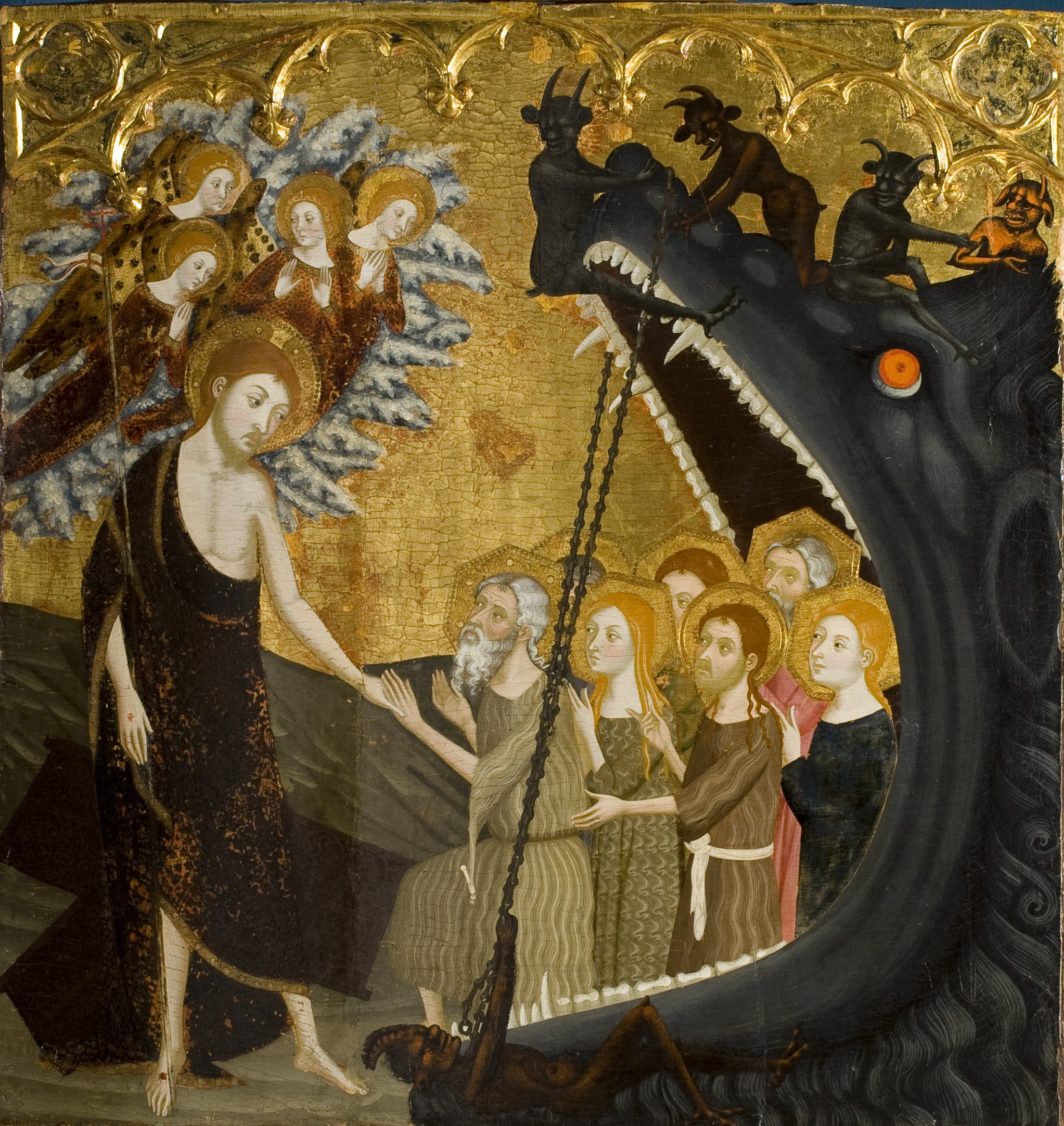
Jaime Serra, A Descida para o Limbo, painel do altar do Convento do Santo Sepulcro, Zaragoza

Jaume Serra (morreu após 1405) foi um pintor catalão influenciado fortemente pela Escola de Siena introduzido na região por Ferrer Bassa. Seu altar O Espírito Santo esta na catedral de Manresa. 
O altar para o Convento do Santo Sepulcro, ao leste de Barcelona, perto de Zaragoza, foi provavelmente pintado com a ajuda de seu irmã e irmã.   